# Sabor a ti (programa de televisió)
Sabor a ti va ser un programa de televisió espanyol emès en les sobretaules de Antena 3 entre el 27 de juliol de 1998 i el 15 de juliol de 2004 (després de 1405 emissions). Inicialment el format el va produir la companyia audiovisual Martingala fins que, el gener de 2001, va ser assumit per Cuarzo Producciones, empresa creada per la presentadora.

## Format
El programa, de tres hores de durada, adoptava el format de magazín i en ell tenien cabuda tertúlies, concursos, entrevistes, reportatge, actuacions, actualitat social i testimoniatges.
Malgrat que en els seus inicis el ventall d'oferta era ampli, amb seccions dedicades a la salut i la cura del cos (Fernando Sartorius); estafes i enganys (Enrique Rubio); natura (Luis Miguel Domínguez) o moda (María Eugenia Fernández de Castro), l'espai va anar derivant progressivament cap a informació i opinió sobre actualitat social o el que es coneix popularment com a programa de cor.

## Presentadors
Al llarg dels seus sis anys d'emissió, l'espai va estar presentat per la periodista Ana Rosa Quintana en l'experiència professional que va suposar la seva consagració com a estrella de la televisió en Espanya.
Entre 1998 i 2000, Ana Rosa va estar acompanyada en les labors de presentació per Mon Santiso. Santiso seria reemplaçat per Antonio Hidalgo fins a la cancel·lació del programa, excepte en la temporada 2002 i 2003 quan aquesta labor va ser exercida per Jaime Cantizano en la seva primera experiència en una televisió d'àmbit estatal.
En l'última temporada, 2003-2004, es va incorporar també com a presentadora l'actriu i model Esther Arroyo.

## Col·laboradors
- Luis Rollán (2001-2004).
- Belén Esteban (2000-2001).
- Mayte Alonso (2003-2004)
- Carlos García Calvo (1998-2000).
- Nacho Abad (1998-2003).
- Ismael Beiro (2002-2003).
- Ramón Sánchez Ocaña (1998).
- Txumari Alfaro (1998-2000).
- Lola Herrera (2002-2003).
- Bibiana Fernández (2003-2004).
- Dani Delacámara (2003-2004).

### Comentaristes d'actualitat social
- Rosa Villacastín (1999-2004).
- Gustavo González (2000-2004).
- César Heinrich (2000-2004).
- Miguel Temprano (2000-2004).
- Hilario López Millán (2001-2004).
- Jimmy Giménez-Arnau (2001-2004).
- Jorge Javier Vázquez (1998-2003).
- Mayka Vergara (1998-2002).
- Chelo García-Cortés (1998-2004).
- Víctor Sandoval (1998-1999).
- María Patiño (2003-2004).
- Belén Rodríguez (2003-2004).
- Gemma López (2002-2004).
- Antonio Montero (2002-2004).
- Paloma García-Pelayo (2003-2004).

## Convidats
Entre les figures que van trepitjar el plató de Sabor a ti, s'inclouen, entre d'altres, Julio Iglesias, Rocío Jurado, Antonio Gala, Lina Morgan, Chayanne, Carolina Herrera, Mónica Naranjo, Concha Velasco, Imanol Arias, Sergi Arola, Chicho Ibáñez Serrador, Ricky Martin, Shakira, Paulina Rubio, Bertín Osborne, Raúl, Geri Halliwell, Tom Jones, Café Quijano, David Civera, María Jiménez, David Bisbal, Rosa López, Chenoa, Fran Rivera, José Ortega Cano, Marcia Bell o Ana María Orozco.

## Audiències
Sabor a ti va obtenir la fidelitat d'amplis sectors de l'audiència, especialment mestresses de casa. En la primera temporada va obtenir un 23,3% de quota de pantalla, molt per sobre de la mitjana de la cadena, arribant a aconseguir pics del 28% de share. En la segona temporada 1999-2000 es va situar en el 26,3% de share, que va baixar al 21,6 en 2000-2001. Després d'un increment al 25’2% en la següent temporada, va descendir de nou al 19,6% en 2002-2003 finalitzant amb la seva quota més baixa en l'última etapa, la qual cosa va precipitar la retirada del programa.
- Temporada	Espectadors	Share

- 1998/1999 -	2.162.000 -	24,4%
- 1999/2000 -	2.315.000 -	27,1%
- 2000/2001 -	1.889.000 -	22,6%
- 2001/2002 -	2.127.000 -	26,8%
- 2002/2003 -	1.628.000 -	19,6%
- 2003/2004 -	1.671.000 -	18,3%

El programa va aconseguir la seva màxima audiència l'1 d'abril de 2002, en què es va entrevistar l'actriu Ana María Orozco (protagonista de la telenovel·la Yo soy Betty, la fea) amb un 45,8% de quota de pantalla i 4.062.000 teleespectadors.

## Premis
L'espai es va alçar amb el premi TP d'Or en la categoria de Millor Magazine en 1998, 1999 i 2000. Ana Rosa Quintana, per la seva labor al capdavant del programa va obtenir el mateix guardó a la Millor Presentadora en les seves edicions de 1998, 1999, 2000 i 2001 sent nominada en 2002.